# Erik Snaphaan
Erik Snaphaan (Hengelo) is een voormalig Nederlands korfballer en korfbalcoach. Als speler speelde hij voor KVS en Fortuna.

## Speler
Snaphaan speelde t/m 1992 bij KVS uit Scheveningen. In 1992 maakte hij de overstap naar het Delftse Fortuna, dat in 1990 nog Nederlands kampioen was geworden. Fortuna had een aantal scorende heren verloren, waaronder Hans Heemskerk en de ploeg had Snaphaan benaderd.
In seizoen 1993-1994 scoorde Snaphaan 76 goals in de zaalcompetitie en was hiermee de topscoorder van Nederland. Fortuna werd 4e in de Hoofdklasse B en was middenmoter.
In 1994 ging Snaphaan terug naar KVS om daar te spelen tot zijn afscheid in 2000.

## Coach
Na zijn carrière als speler werd Snaphaan coach.
Zo was hij van 2005 t/m 2009 coach bij KV Die Haghe, waaronder 2 jaar in de Korfbal League.
Vanaf 2010 was Snaphaan in dienst bij KVS. Daar was hij in 2010-2011 assistent onder Steven Mijnsbergen toen de ploeg in de Korfbal League speelde. Na 1 jaar degradeerde KVS alweer terug naar de Hoofdklasse.